# Thiago Galhardo
Thiago Galhardo do Nascimento Rocha (São João del-Rei, 20 de julho de 1989) é um futebolista brasileiro que atua como atacante. Atualmente joga no Santa Cruz.

## Carreira

### Bangu
Formado nas categorias de base do Bangu após largar um emprego concursado na Petrobras, Galhardo estreou profissionalmente em 20 de janeiro de 2010, com 20 anos, logo em um dos maiores palcos do futebol mundial: o Maracanã. Porém, a equipe da zona oeste foi derrotada por 3–0 para o Fluminense, em jogo válido pelo Campeonato Carioca. A partir de então, o meia já foi titular absoluto da equipe. Em seu sétimo jogo como profissional, marcou o primeiro gol de sua carreira, na vitória por 3–0 sobre o Resende no Estádio do Trabalhador em Resende. No final do torneio, sua equipe ficou na 6ª colocação geral, há um ponto da classificação para a Série D, mas com a vaga garantida na Copa do Brasil do ano seguinte.
Em 2011, o meia deslanchou de vez, se destacando no Estadual com 3 gols; o primeiro deles na vitória por 1–0 sobre o Madureira no Conselheiro Galvão; e os demais no empate em 2–2 com o Macaé no Moacyrzão. Além disso, se destacou pelas assistências, e também pelas boas atuações contra os grandes do Rio. Na Copa do Brasil, o meia marcou dois gols na vitória por 3–1 sobre a Portuguesa-SP em Moça Bonita. O time carioca se classificou para a fase seguinte, quando foi eliminado diante do Náutico.

### Botafogo
Seu destaque no Bangu, despertou o interesse de gigantes do futebol nacional, como Vasco, Cruzeiro e Botafogo, que o contratou em 14 de abril de 2011. Logo na sua estreia pelo Glorioso, em um amistoso diante do América-MG no Municipal de Juiz de Fora, o meia marcou um belo gol de fora da área; o jogo terminou com igualdade em 1–1. Em setembro, disputou a sua primeira competição internacional, entrando na segunda etapa do empate em 1–1 diante do Independiente Santa Fé no Engenhão, válido pela Copa Sul-Americana.
No Botafogo, o jogador recebeu poucas oportunidades, estando quase sempre entre os reservas da equipe.

### Comercial-SP e retorno ao Bangu
Após uma curta passagem pelo Comercial-SP, Galhardo retornou ao Bangu em fevereiro de 2012, e foi novamente importante para a equipe no Estadual. O clube havia perdido todas as partidas da Taça Guanabara e corria sério risco de rebaixamento para a Série B do Campeonato Carioca, porém, na Taça Rio, após a chegada do meia (que marcou 3 gols nos 8 jogos do turno), o clube deu a volta por cima, sendo líder do Grupo B (que tinha times como Vasco e Fluminense), e eliminado na semifinal do turno para o Botafogo, escapando do rebaixamento na classificação geral.

### América-RN
Como o Bangu não disputaria mais nenhuma competição de alto nível em 2012, o jogador foi emprestado ao América-RN que disputaria a Série B. Estreou pelo clube potiguar na vitória por 2–1 sobre o Bragantino no Nazarenão. Sofreu uma lesão em julho, mas voltou na reta final da competição como titular, e marcou o seu único gol pelo clube no empate em 4–4 com o Boa Esporte no Nazarenão.

### Madureira
Após rodar por Remo, Boa Esporte, Cametá e Brasiliense entre 2013 e 2014, em 2015 o meia voltou ao futebol carioca e se destacou mais uma vez no Estadual, dessa vez pelo Madureira. O jogador estreou pelo clube da zona norte exatamente diante do Bangu, em Los Larios. A partida terminou com igualdade no placar em 1–1 e Galhardo contribuiu com a assistência para o gol de empate de Rodrigo Pinho. Assim como no Bangu, o jogador marcou o seu primeiro gol pelo clube, em uma vitória por 3–0 sobre o Resende, tendo marcado também o segundo gol desta partida, dessa vez em Conselheiro Galvão. Dessa vez o Estadual foi disputado em turno único, e o Madureira começou muito bem a competição, tendo o jogador marcado 5 gols e dado 7 assistências nos 14 jogos que disputou, porém, na reta final a equipe caiu de produção, e perdeu a vaga na semifinal para o Fluminense na última rodada. Ainda assim faturou a Taça Rio, que dessa vez foi disputada sem os quatro grandes. Até hoje, Galhardo é muito lembrado no clube, tendo fotos estampadas em murais pelo estádio e na sala de troféus. Apesar do tempo curto no tricolor suburbano, o jogador tem status de ídolo.

### Coritiba
Após o destaque no Tricolor Suburbano, Galhardo foi contratado pelo Coritiba, voltando assim a Série-A após quatro anos. O meia interessava também o arquirrival Atlético Paranaense. Estreou pelo clube em uma derrota por 2–1 para a Chapecoense na Arena Condá, válida pelo Brasileirão. A partir de então, foi titular da equipe, e marcou o seu primeiro gol já em seu terceiro jogo pelo Coxa, em uma vitória por 2–0 sobre o Grêmio no Couto Pereira, também válida pelo certame nacional. Na reta final da competição, o Coritiba, que estava na zona de rebaixamento, reagiu após a chegada de Gilson Kleina, e conseguiu fugir da degola, porém o meia era geralmente preterido pelo novo treinador.

### Red Bull Brasil
Em janeiro de 2016, fora dos planos de Gilson Kleina, o jogador foi emprestado ao Red Bull Brasil para a disputa do Paulistão. Estreou no empate em 1–1 com o São Paulo no Moisés Lucarelli. No clube paulista, o meia foi um dos principais destaques ao lado de Roger, e demonstrou ter estrela, marcando gols nas vitórias sobre dois gigantes: primeiro no triunfo por 2–0 sobre o Santos no Martins Pereira em São José dos Campos; e depois na vitória por 2–1 sobre o Palmeiras em pleno Pacaembu; além de ter marcado também na derrota por 3–2 para o Audax no José Liberatti. O jogador ajudou a sua equipe à chegar nas quartas de final da competição, onde foi eliminada para o Corinthians, após sofrer uma goleada por 4–0 na Arena Corinthians.

### Ponte Preta
Após mais um destaque em Campeonato Estadual por um clube pequeno, o meia foi cedido por empréstimo a Ponte Preta em maio de 2016. O jogador também interessava ao Santos. Fez sua estreia pela Macaca, entrando no segundo tempo da vitória por 2–1 sobre o Palmeiras no Moisés Lucarelli. Marcou seu primeiro e segundo gol pela Ponte, na goleada por 5–0 sobre o Figueirense no Moisés Lucarelli, válida pela Copa do Brasil.

### Albirex Niigata
Em janeiro de 2017, fechou contrato de empréstimo com o Albirex Niigata para atuar no futebol japonês. Estreou pelo clube no empate em 1–1 com o Sanfrecce Hiroshima no Hiroshima Big Arch Stadium, válido pela J. League. No Japão, o jogador atuou com a camisa 10, ao lado dos brasileiros Rony ex-Cruzeiro, e Douglas Tanque ex-Ponte e Corinthians, além do treinador brasileiro naturalizado japonês: Wagner Lopes ex-Paraná. Na J. League, o meia marcou gols na derrota por 2–1 para o Vegalta Sendai no Yurtec Stadium Sendai, no empate em 1–1 com o FC Tokyo no Ajinomoto Stadium, e também no empate em 1–1 com o Kashiwa Reysol no Hitachi Kashiwa Stadium; porém, não conseguiu evitar o rebaixamento da equipe para a segunda divisão do futebol japonês.

### Vasco da Gama

#### 2018
Em janeiro de 2018, o Vasco anunciou a contratação do jogador, que retorna ao Rio de Janeiro após três anos. O meia era especulado no Corinthians e também em um possível retorno a Ponte Preta. Mesmo sem estrear, o jogador foi inscrito na Copa Libertadores com a camisa de número 8. Estreou pelo Cruzmaltino no primeiro jogo do clube na Copa Libertadores, diante da Universidad Concepción no Municipal de Concepción; o Vasco goleou o time chileno por 4–0, e Galhardo deu uma assistência para Rildo no quarto gol da equipe. No jogo seguinte, o meia já marcou o seu primeiro gol pelo clube, logo aos 19 segundos da etapa inicial, na vitória por 3–1 sobre o Volta Redonda em São Januário, válida pelo Campeonato Carioca. Na terceira fase da Copa Libertadores, contra o Jorge Wilstermann no Estádio Olímpico Patria em Sucre, Galhardo foi expulso infantilmente após jogar a bola no atacante Serginho da equipe adversária. O clube carioca foi goleado por 4–0, o que levou a disputa para as penalidades máximas - pois havia goleado a equipe boliviana por 4–0 no jogo de ida em São Januário - entretanto, Martín Silva defendeu três cobranças e classificou o Vasco para a próxima fase, salvando a pele do meia. A redenção veio onze dias depois, quando o meia saiu do banco de reservas para marcar o gol de empate em 2–2 diante do Boavista, em um jogo que ainda contou com outros três gols e terminou com uma emocionante vitória cruzmaltina por 4–3 sobre a equipe de Saquarema, no Kleber Andrade, válida pelo Campeonato Carioca. Marcou seu terceiro gol com a camisa do Vasco de pênalti, na derrota para a LDU por 3–1, em partida válida pela Copa Sul Americana. também marcou o gol da vitória do Vasco por 1–0 na partida de volta contra a LDU, porém o placar não classificou a equipe cruzmaltina para a próxima fase da competição. ao longo da temporada perdeu a vaga de titular para Fabrício, porém na reta final acabou recuperando a posição. 

#### 2019
Logo na primeira partida do ano, em 19 de Janeiro, Marcou o seu 8º gol com a camisa Cruzmaltina, diante do Madureira, em partida válida pela 1ª rodada da Taça Guanabara.
Após organizar uma suposta reunião dos jogadores do Vasco com a diretoria, na sexta-feira dia 5 de abril cobrando salários atrasados, no Sábado dia 6 de abril, Galhardo foi cortado do jogo contra o Bangu pela Semifinal do Carioca. Consequentemente, no dia 7 de abril, foi afastado do Vasco. Além disso, não mantinha boa relação com o diretor de futebol Alexandre Faria, e a gota d'água de seu afastamento foi a descoberta de que Galhardo vazava informações internas para jornalistas.

### Ceará
Após rescindir na justiça o contrato com o Vasco, foi oficialmente anunciado pelo Ceará em 27 de abril de 2019. Lá ele se destacou pelo clube alvinegro marcando em 34 partidas um total de 14 gols Thiago Galhardo também foi considerado um dos heróis que conseguiram manter o Ceará Na primeira divisão do Campeonato Brasileiro. No dia 10 de agosto de 2019, Thiago Galhardo conseguiu marcar um hat-trick contra a equipe da Chapecoense diante de 21.428 torcedores na Arena Castelão.
Em janeiro, o jogador comunicou sua saída do clube, deixando com o alvinegro, 20% do seu passe e sem receber o valor de rescisão e dos prêmios por metas.

### Internacional
No dia 8 de janeiro de 2020, Thiago Galhardo foi confirmado como novo reforço do Internacional, mesmo com a renovação automática no contrato com o Ceará, o jogador conseguiu a liberação. No Inter, teve uma fase muito boa, ajudando a equipe a ser vice campeã na campanha do campeonato Brasileiro de 2020. Em 82 jogos pelo Inter, marcou 34 gols e distribuiu 11 assistências.

### Celta
Em 25 de agosto de 2021 o Celta de Vigo anunciou contratação de Thiago Galhardo, por empréstimo de um ano, o Celta pagará 500 mil euros (R$ 3,06 milhões pela cotação atual), com opção de compra ao término do contrato, em 30 de junho de 2022.
Thiago Galhardo fez seu último jogo com a camisa do Celta na derrota por 2 a 0 para o Valencia em jogo válido pela La Liga 2021/22 em 21 de maio de 2022, como resumo de sua passagem esteve em campo 34 oportunidades (1232 minutos), marcando dois gols e fazendo duas assistências.

### Fortaleza
Em 29 de junho foi anunciado como novo jogador do Fortaleza por empréstimo até o final de dezembro. Thiago Galhardo fez sua estreia no dia 20 de julho, na derrota por 2 a 1 contra o Red Bull Bragantino.Thiago fez o primeiro gol com a camisa tricolor após nove jogos. Ele fez o único gol do Fortaleza na derrota para o Fluminense, em 10 de setembro, no Maracanã.
Thiago Galhardo foi peça fundamental na campanha do Tricolor no segundo turno (a terceira melhor do returno) da Série A. Chegada o fim da temporada, ele somou 21 jogos e 7 gols marcados pelo Leão e ajudando na classificação para Copa Libertadores.
Em 3 de abril de 2024, Thiago Galhardo completou 100 jogos pelo Fortaleza na vitória por 2 a 0 sobre o Sportivo Trinidense, do Paraguai, pela Copa Sul-Americana.

### Goiás
Em 15 de abril de 2024, o Goiás apresentou Thiago Galhardo como seu principal reforço para disputa do Campeonato Brasileiro da Série B. Em 17 de outubro de 2024, Thiago Galhardo, David Braz e Luiz Henrique foram afastados do Goiás após viajarem para assistir Brasil x Peru pelas Eliminatórias da Copa do Mundo no Estádio Mané Garrincha.

### Santa Cruz
Em 2025, após rescindir seu vínculo antecipadamente junto ao Fortaleza,[carece de fontes?] o jogador foi procurado pelo Santa Cruz para ser o grande reforço para a disputa da Série D. Galhardo assinará por dois anos com o clube e o investimento será financiado pelos novos investidores da SAF do clube pernambucano.

## Seleção Brasileira
No dia 15 de novembro de 2020, foi convocado por Tite para a partida contra o Uruguai pelas Eliminatórias, substituindo o lesionado Pedro.

## Estatísticas
Atualizadas até 14 de fevereiro de 2021
| Clube           | Temporada | Campeonato nacional | Campeonato nacional | Copa nacional[a] | Copa nacional[a] | Competições continentais[b] | Competições continentais[b] | Outros torneios[c] | Outros torneios[c] | Total | Total |
| Clube           | Temporada | Jogos               | Gols                | Jogos            | Gols             | Jogos                       | Gols                        | Jogos              | Gols               | Jogos | Gols  |
| --------------- | --------- | ------------------- | ------------------- | ---------------- | ---------------- | --------------------------- | --------------------------- | ------------------ | ------------------ | ----- | ----- |
| Bangu           | 2010      | —                   | —                   | —                | —                | —                           | —                           | 14                 | 1                  | 14    | 1     |
| Bangu           | 2011      | —                   | —                   | 3                | 2                | —                           | —                           | 13                 | 3                  | 16    | 5     |
| Bangu           | Total     | —                   | —                   | 3                | 2                | —                           | —                           | 27                 | 4                  | 30    | 6     |
| Botafogo        | 2011      | 11                  | 0                   | —                | —                | 2                           | 0                           | 1                  | 1                  | 14    | 1     |
| Botafogo        | Total     | 11                  | 0                   | —                | —                | 2                           | 0                           | 1                  | 1                  | 14    | 1     |
| Comercial–SP    | 2012      | —                   | —                   | —                | —                | —                           | —                           | 5                  | 0                  | 5     | 0     |
| Comercial–SP    | Total     | —                   | —                   | —                | —                | —                           | —                           | 5                  | 0                  | 5     | 0     |
| Bangu           | 2012      | —                   | —                   | —                | —                | —                           | —                           | 9                  | 3                  | 9     | 3     |
| Bangu           | Total     | —                   | —                   | —                | —                | —                           | —                           | 9                  | 3                  | 9     | 3     |
| América–RN      | 2012      | 16                  | 1                   | —                | —                | —                           | —                           | —                  | —                  | 16    | 1     |
| América–RN      | Total     | 16                  | 1                   | —                | —                | —                           | —                           | —                  | —                  | 16    | 1     |
| Madureira       | 2015      | —                   | —                   | —                | —                | —                           | —                           | 14                 | 5                  | 14    | 5     |
| Madureira       | Total     | —                   | —                   | —                | —                | —                           | —                           | 14                 | 5                  | 14    | 5     |
| Coritiba        | 2015      | 25                  | 1                   | 4                | 0                | —                           | —                           | —                  | —                  | 29    | 1     |
| Coritiba        | Total     | 25                  | 1                   | 4                | 0                | —                           | —                           | —                  | —                  | 1     | 1     |
| Red Bull Brasil | 2016      | —                   | —                   | —                | —                | —                           | —                           | 13                 | 3                  | 13    | 3     |
| Red Bull Brasil | Total     | —                   | —                   | —                | —                | —                           | —                           | 13                 | 3                  | 13    | 3     |
| Ponte Preta     | 2016      | 21                  | 0                   | 3                | 2                | —                           | —                           | —                  | —                  | 24    | 2     |
| Ponte Preta     | Total     | 21                  | 0                   | 3                | 2                | —                           | —                           | —                  | —                  | 24    | 2     |
| Albirex Niigata | 2017      | 23                  | 3                   | 3                | 0                | —                           | —                           | —                  | —                  | 26    | 3     |
| Albirex Niigata | Total     | 23                  | 3                   | 3                | 0                | —                           | —                           | —                  | —                  | 26    | 3     |
| Vasco da Gama   | 2018      | 22                  | 3                   | 1                | 0                | 7                           | 2                           | 8                  | 2                  | 38    | 7     |
| Vasco da Gama   | 2019      | 0                   | 0                   | 2                | 1                | —                           | —                           | 12                 | 1                  | 14    | 2     |
| Vasco da Gama   | Total     | 22                  | 3                   | 3                | 1                | 7                           | 2                           | 20                 | 3                  | 52    | 9     |
| Ceará           | 2019      | 34                  | 12                  | —                | —                | —                           | —                           | —                  | —                  | 34    | 12    |
| Ceará           | Total     | 34                  | 12                  | 0                | 0                | 0                           | 0                           | 0                  | 0                  | 34    | 12    |
| Internacional   | 2020      | 27                  | 17                  | 3                | 1                | 9                           | 0                           | 13                 | 5                  | 52    | 23    |
| Internacional   | 2021      | 0                   | 0                   | 0                | 0                | 3                           | 3                           | 7                  | 4                  | 10    | 7     |
| Internacional   | Total     | 27                  | 17                  | 3                | 1                | 12                          | 3                           | 20                 | 9                  | 62    | 30    |
| Total           | Total     | 179                 | 39                  | 19               | 6                | 21                          | 5                           | 109                | 28                 | 326   | 73    |

- a. ^ Jogos da Copa do Brasil, Copa do Imperador e J. League Cup
- b. ^ Jogos da Copa Sul-Americana e Copa Libertadores da América
- c. ^ Jogos de Campeonatos estaduais e Torneios amistosos

## Títulos
Madureira
- Taça Rio: 2015

Vasco da Gama
- Taça Guanabara: 2019

Fortaleza
- Campeonato Cearense: 2023
- Copa do Nordeste: 2024[37]

## Prêmios individuais
- Seleção do Campeonato Gaúcho: 2020
- Jogador do mês do Campeonato Brasileiro: Agosto de 2020
- Troféu Mesa Redonda (Melhor atacante): 2020